# National Portrait Gallery
National Portrait Gallery (NPG)  är ett konstmuseum som huvudsakligen är beläget vid Saint Martin's Place, bredvid Trafalgar Square i London, men med diverse andra utställningar runt om i Storbritannien. I museet finns en stor samling porträtt av historiskt viktiga och berömda britter. Det var utan tvekan det första nationella offentliga galleriet tillägnat porträtt i världen när det öppnade 1856. Galleriet flyttade 1896 till sin nuvarande plats vid St Martin's Place, utanför Trafalgar Square, och gränsar till National Gallery. Den har utökats två gånger sedan dess. National Portrait Gallery har också regionala museer vid Beningbrough Hall i Yorkshire och Montacute House i Somerset. Det är inte kopplat till Scottish National Portrait Gallery i Edinburgh, vilket dess uppdrag överlappar. Galleriet är en offentlig organisation som sponsras av Department for Digital, Culture, Media and Sport.

## Porträttsamling
National Portrait Gallery rymmer porträtt av historiskt viktiga och berömda britter, utvalda på grundval av personernas betydelse, inte konstnärens. Samlingen omfattar fotografier och karikatyrer samt målningar, teckningar och skulpturer. En av dess mest kända bilder är Chandos-porträttet, det mest kända porträttet av William Shakespeare, även om det finns en viss osäkerhet om huruvida målningen faktiskt visar honom.

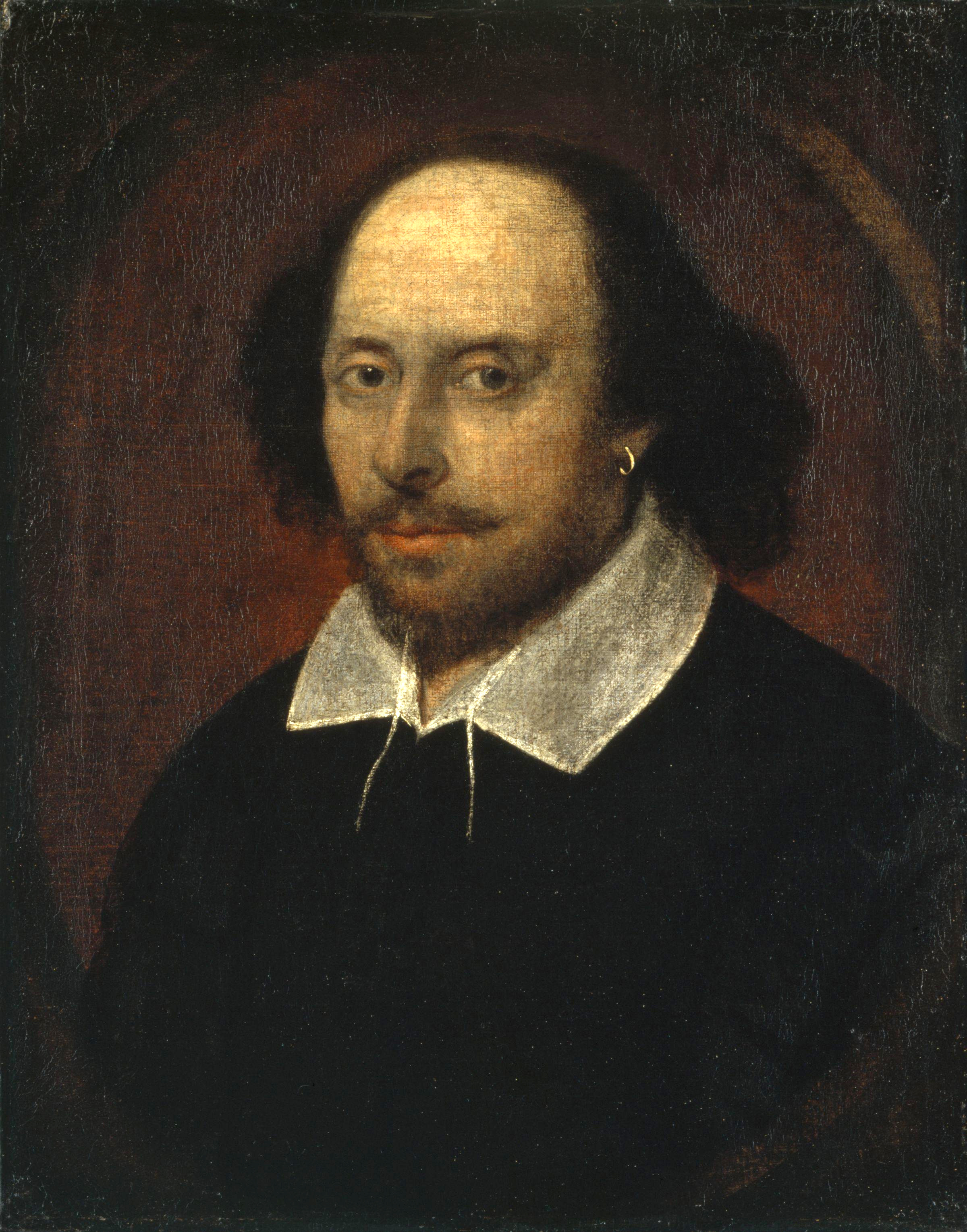
Chandos porträtt av William Shakespeare, den första målningen i NPG:s samling

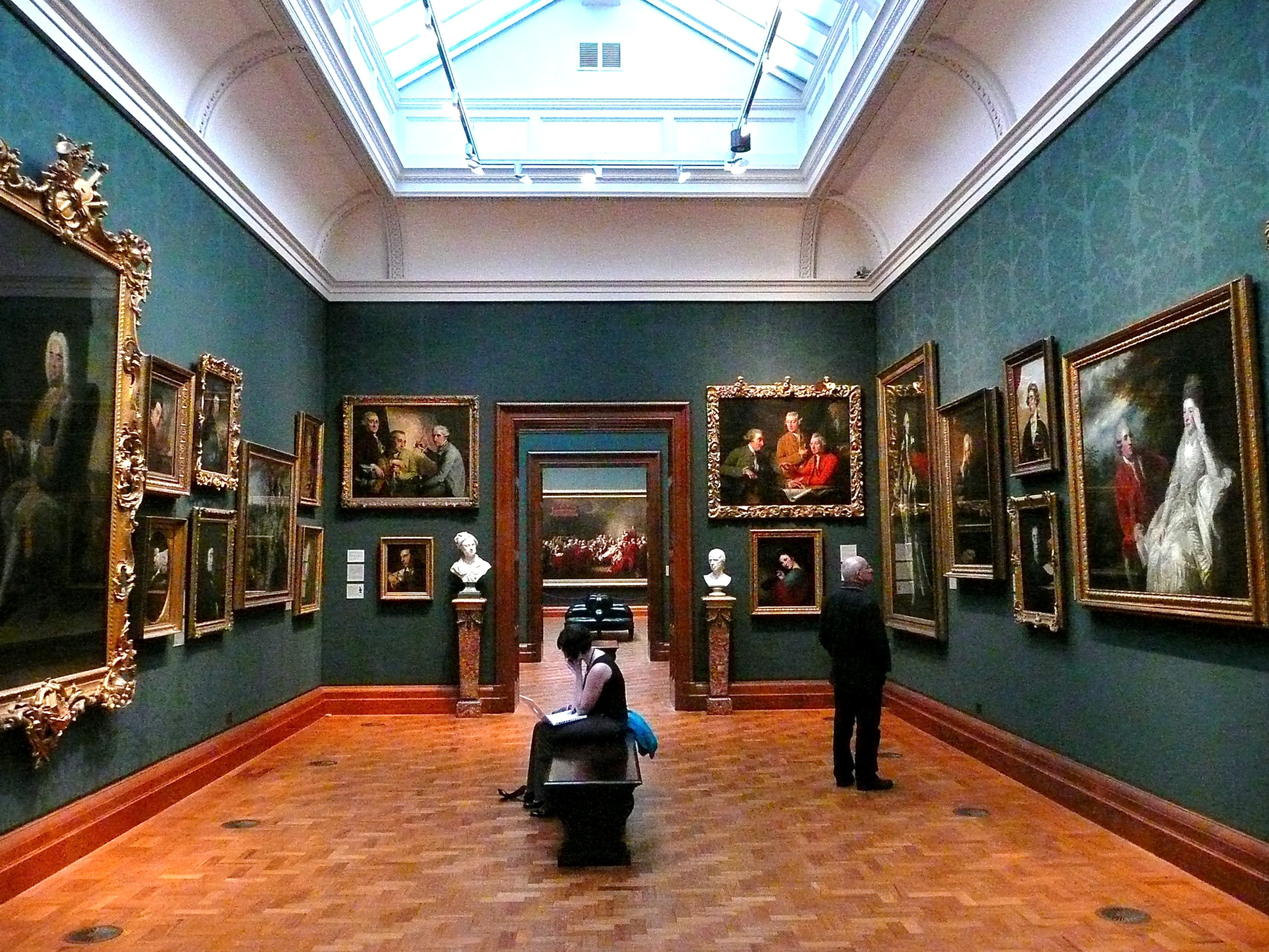
Inne i National Portrait Gallery, 2008

Alla porträtt är inte exceptionella konstnärligt sett, även om det finns självporträtt av William Hogarth, Sir Joshua Reynolds och andra kända brittiska konstnärer. Vissa målningar, som grupporträttet av deltagarna i Somerset House Conference 1604, är viktiga historiska dokument i sig. Porträtt av levande personer var tillåtna från 1969. Utöver sina permanenta gallerier med historiska porträtt, ställer National Portrait Gallery ut ett snabbt föränderligt urval av samtida verk, arrangerar utställningar av porträttkonst av enskilda konstnärer och är värd för den årliga tävlingen BP Portrait Prize.
Galleriet öppnade på sin nuvarande plats den 4 april 1896. Det har sedan dess utökats två gånger. Den första förlängningen, 1933, finansierades av Joseph Duveen, och resulterade i flygeln av arkitekten Sir Richard Allison på en plats som tidigare upptagits av St George's Barracks längs med Orange Street.

## Tragisk händelse 1909
I februari 1909 ägde ett mord-självmord rum i ett galleri som kallas Arctic Room. I en uppenbarligen planerad attack sköt John Tempest Dawson, 70 år gammal, sin 58-åriga fru, Nannie Caskie. Dawson sköt henne bakifrån med en revolver, sköt sedan sig själv i munnen och dog omedelbart. Hans fru dog på sjukhus flera timmar senare. Båda var amerikanska medborgare som hade bott i Hove i cirka 10 år. Bevis vid undersökningen tydde på att Dawson, en rik och berest man, led av förföljelsemani.
Händelsen kom till allmänhetens kännedom 2010 när galleriets arkiv lades ut på Internet, eftersom detta också var en personlig redogörelse för händelsen av James Donald Milner, då galleriets biträdande direktör.

## Hot om rättslig påföljd mot Wikipedia-volontär
Den 14 juli 2009 skickade National Portrait Gallery ett kravbrev med påstående om brott mot upphovsrätten mot en användare av Wikipedia, som laddade ner tusentals högupplösta reproduktioner av målningar i offentlig egendom från NPG:s webbplats och placerade dem i Wikipedias systermediaarkiv, Wikimedia Commons. Galleriets ståndpunkt var att det innehade upphovsrätten till de digitala bilder som laddats upp till Wikimedia Commons, och att det hade gjort en betydande ekonomisk investering i att skapa dessa digitala reproduktioner. Medan enfils lågupplösta bilder redan var tillgängliga på dess webbplats, återintegrerades bilderna som lades till Wikimedia Commons från separata filer efter att användaren "hittat ett sätt att komma runt sin programvara och ladda ner högupplösta bilder utan tillstånd."
Under 2012 licensierade galleriet 53 000 lågupplösta bilder under en Creative Commons-licens, vilket gjorde dem tillgängliga utan kostnad för icke-kommersiellt bruk. Ytterligare 87 000 högupplösta bilder är tillgängliga för akademiskt bruk under galleriets egen licens. De ber om donationer i gengäld. Tidigare tog galleriet betalt för högupplösta bilder.
Från och med 2012 hade 100 000 bilder, ungefär en tredjedel av galleriets samling, digitaliserats.